# Cenophengus
Cenophengus is een geslacht van kevers uit de familie Phengodidae. De wetenschappelijke naam van het geslacht is voor het eerst geldig gepubliceerd in 1881 door John Lawrence LeConte, voor de nieuwe soort Cenophengus debilis uit Californië.
De soorten uit dit geslacht komen voor in de Verenigde Staten (Californië en Texas) en Mexico, met als meest zuidelijke vertegenwoordiger Cenophengus breviplumatus die in de buurt van Bogota in Colombia is aangetroffen.

## Soorten[3]
- Cenophengus baios Zaragoza, 2004
- Cenophengus breviplumatus Wittmer, 1976
- Cenophengus brunneus Wittmer, 1976
- Cenophengus ciceroi Wittmer, 1981
- Cenophengus debilis LeConte, 1881
- Cenophengus guerrerensis Zaragoza, 1991
- Cenophengus longicollis Wittmer, 1976
- Cenophengus magnus Zaragoza, 1988
- Cenophengus major Wittmer, 1976
- Cenophengus marmoratus Wittmer, 1976
- Cenophengus nanus (Wittmer, 1948)
- Cenophengus niger Wittmer, 1986
- Cenophengus pallidus Schaeffer, 1904
- Cenophengus pedregalensis Zaragoza, 1975
- Cenophengus punctatissimus Wittmer, 1976
- Cenophengus villae Zaragoza, 1984
- Cenophengus wittmeri Zaragoza, 1984